# Premio del pubblico BNL
Il Premio del pubblico BNL è un premio cinematografico assegnato alla Festa del Cinema di Roma. Nel 2021 Premio del pubblico FS per variazione dello sponsor.

## Albo d'oro
| Anno | Film                                         | Regista                      | Nazione                      |
| ---- | -------------------------------------------- | ---------------------------- | ---------------------------- |
| 2006 | non assegnato                                |                              |                              |
| 2007 | non assegnato                                |                              |                              |
| 2008 | Resolution 819                               | Giacomo Battiato             | Francia/ Polonia/ Italia     |
| 2009 | L'uomo che verrà                             | Giorgio Diritti              | Italia                       |
| 2010 | In un mondo migliore (Hævnen)                | Susanne Bier                 | Svezia/ Danimarca            |
| 2011 | Cosa piove dal cielo? (Un cuento chino)      | Sebastián Borensztein        | Argentina/ Spagna            |
| 2012 | The Motel Life                               | Gabriel Polsky e Alan Polsky | Stati Uniti                  |
| 2013 | Dallas Buyers Club                           | Jean-Marc Vallée             | Stati Uniti                  |
| 2014 | Trash                                        | Stephen Daldry               | Regno Unito                  |
| 2015 | Angry Indian Goddesses                       | Pan Nalin                    | India                        |
| 2016 | Captain Fantastic                            | Matt Ross                    | Stati Uniti                  |
| 2017 | Borg McEnroe                                 | Janus Metz                   | Svezia/ Danimarca/ Finlandia |
| 2018 | Il vizio della speranza                      | Edoardo De Angelis           | Italia                       |
| 2019 | Santa subito                                 | Alessandro Piva              | Italia                       |
| 2020 | Estate '85 (Été 85)                          | François Ozon                | Francia/ Belgio              |
| 2021 | Open Arms - La legge del mare (Mediterráneo) | Marcel Barrena               | Spagna/ Grecia               |